# Retrats dels reis d'Aragó
Retrats dels reis d'Aragó és un conjunt de quatre pintures al tremp sobre taula obra de Gonçal Peris Sarrià i Jaume Mateu, realitzades el 1427. Actualment es conserven al Museu Nacional d'Art de Catalunya.
Aquest conjunt de pintures va formar part de la decoració del sostre de l'antiga Sala del Consell de la Casa de la Ciutat de València, i la formaven un total de quinze figuracions de reis de la casa reial d'Aragó, de les quals aquestes quatre són al MNAC i les altres onze han desaparegut.
Les taules del MNAC han estat relacionades amb els reis Jaume I el Conqueridor (1208-1276), Alfons el Franc (1265-1291), Pere el Cerimoniós (1319-1387) i Alfons el Magnànim (1396-1458).
Un document amb data 3 de setembre de l'any 1427 fa referència al pagament de 9.191 sous i 9 diners als pintors Gonçal Peris Sarrià, Jaume Mateu i Joan Moreno pel daurat de les motllures i per quinze tabulas pictas de la Sala del Consell de la Casa de la Ciutat de València. Un any més tard, el 6 de maig de 1428, aquests artistes, juntament amb Bartomeu Avella, van rebre 3.042 sous i 6 diners com a resta d'una quantitat més gran.
L'activitat de Gherardo Starnina, Pere Nicolau i Marçal de Sas a València dona idea de l'elevada qualitat artística que hi havia a la ciutat al voltant del 1400, qualitat que, lluny de decréixer durant la primera meitat del segle xv, s'enriqueix per l'activitat de diversos pintors formats en aquests tallers, entre els quals destaquen Gonçal Peris, Gonçal Peris Sarrià, Jaume Mateu, nebot de Nicolau i Miquel Alcanyís.
La proximitat estilística entre els principals pintors, la importància dels seus tallers i la contractació conjunta de diversos artífexs per a la realització d'una obra creen serioses dificultats a l'hora de destriar l'autoria de cadascuna d'aquestes taules.
- Alfons el Franc
- Pere el Cerimoniós
- Alfons el Magnànim